# Río Rotten Calder
El río Rotten Calder es un cuerpo de agua al este de East Kilbride, Escocia, y junto a Rotten Burn forma los límites sur y oeste de Blantyre. Nace como Calder Water en Ardochrig, y se une a Cleughearn, Lea y Drumloch Burns alrededor de Langlands Moss que drena desde Eldrig Hills.  Este río también ha sido llamado 'West' o 'South Calder Water', aunque este último nombre lo comparte con otro río de Motherwell. Al unirse con Rotten Burn al sureste de East Kilbride, el curso de agua se convierte en  'Río Rotten Calder'  (en inglés: Rotten Calder Water). 'Water' es un término usado en Escocia para denotar un pequeño río o arroyo.

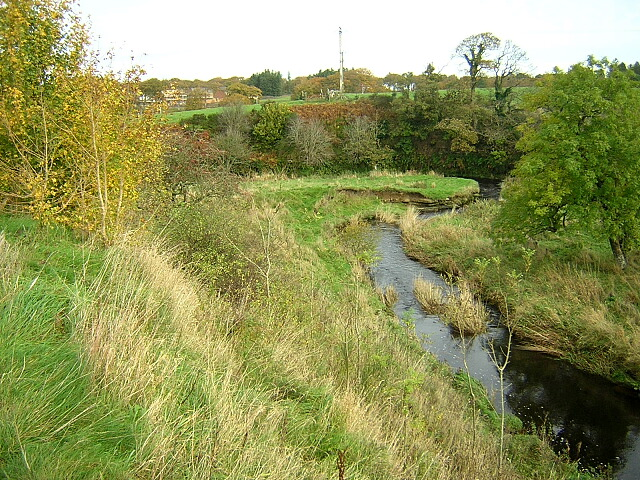

El Rotten Calder corre a través de una bucólica garganta llamada Calderglen, donde atraviesa el término de East Kilbride. Esta área de la garganta está bajo la jurisdicción de Calderglen Country Park, administrada por South Lanarkshire Council. Más de 160 senderos naturales bordean el río en ambas orillas, además del bosque que ocupa las laderas. Sobre las márgenes, helechos, musgos y hepáticas en los precipicios rocosos. También encontramos nutrias, corzos y pájaros carpinteros de color verde, sobre todo en el extremo sur del parque. El río fluye por el antiguo Castillo de Calderwood (demolido en 1951).

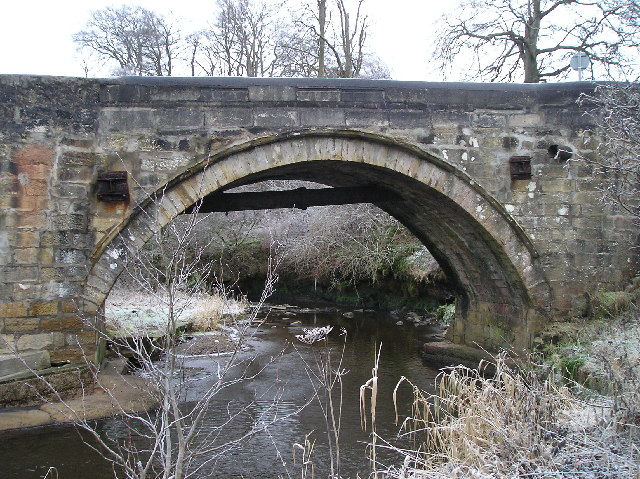
Puente de piedra en la carretera de Newhousemill hacia East Kilbride

El río Rotten Calder se ha cantado en numerosos poemas, con sus riscos de hiedra de exuberante grandiosidad. Se pueden rastrear muchos vestigios de edificaciones de los siglos XVIII y XIX en el parque, así como antiguas minas, canteras o restos de iglesias. Después de pasar por debajo del Puente del General en Stoneymeadow, el río fluye por Crossbasket Castle en dirección este, y continúa por las antiguas propiedades de Greenhall y Milheugh, donde se ve que el valle da paso a amplias llanuras inundadas.

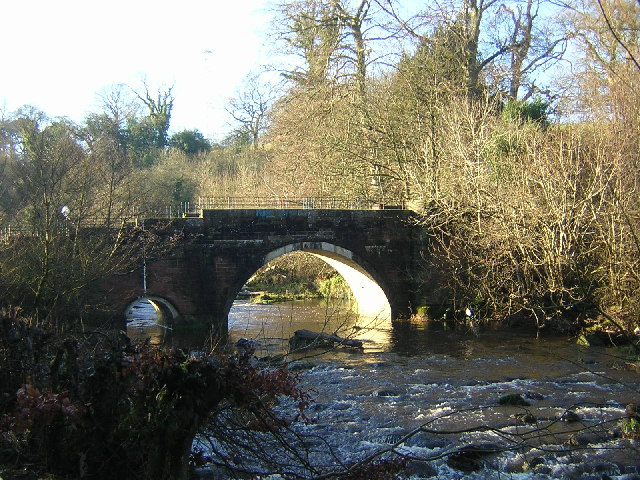
High Blantyre

Después de Milheugh, el río vuelve a recuperar su empinada caída y fluye a través del paisaje antes de desembocar en el río Clyde, cerca del castillo de Bothwell. Hay muchas cascadas en el río, como Millwell Linn, Flatt Linn (Crutherland Linn), Torrance Linn (Fairy Linn o Walk Fort Linn), Black Linn, Trough Linn, Calderwood Linn (Castle Falls), Crossbasket Linn, Horseshoe Falls, Old Horseshoe Linn, Small Falls y Milheugh Falls. El club East Kilbride Angling tiene los derechos de pesca y mantiene el río con trucha marrón todo el año.
El río fluye a través del lado norte de Blantyre y forma el límite este del distrito de Newton, en Cambuslang, antes de unirse al río Clyde frente a Daldowie. El valle del río Rotten Calder es famoso por sus ermitas, islotes, cuevas, marcas antiguas, fuentes, pozos, cascadas, senderos naturales, casas de verano, castillos en ruinas y acantilados.